# Hayabusa
A nave espacial Hayabusa (はやぶさ - falcão peregrino) é uma sonda não tripulada gerenciada pela Japan Aerospace Exploration Agency - JAXA, com a finalidade de coletar material de um pequeno asteroide que órbita próximo à Terra denominado de 25143 Itokawa ou simplesmente Itokawa e depois retornar a Terra com as amostras, para análise do material.
A sonda Hayabusa, era anteriormente denominada de MUSES-C (ミューゼスＣ). Ela foi lançada em 9 de Maio de 2003 e chegou ao asteroide no mês de setembro de 2005. Ao chegar ao asteroide, a sonda estudou a sua morfologia, rotação, topografia, cor, composição, densidade e a sua história. Em novembro de 2005 a sonda iniciou preparativos para uma ou duas breves aterrissagens no asteroide para coletar seu material e retornar com as amostras para a Terra em julho de 2007 (previsão que, devido a imprevistos, foi adiada para junho de 2010). A sonda também transporta um mini aterrissador além de um marcador com 880 000 assinaturas que foram coletadas pela The Planetary Society of Japan a fim de deixa-las para sempre no asteroide.

## Preâmbulo
Outras sondas como Galileo e NEAR Shoemaker, visitaram anteriormente um asteroide, mas a missão Hayabusa foi a primeira sonda a retornar com amostras para a Terra, a fim de serem analisadas.
No dia 20 de Novembro de 2005, a sonda Hayabusa pousou em segurança no asteroide Itokawa e lá permaneceu por cerca de trinta minutos. Apesar do pouso em segurança, a sonda não coletou material do asteroide devido a equívocos na interpretação de sua altitude por parte de seus instrumentos. 
A sonda NEAR Shoemaker também efetuou um pouso controlado, sobre a superfície do asteroide 433 Eros em 2000, mas não foi construída para aterrissar e a sonda foi posteriormente desativada. Tecnicamente falando, a Hayabusa não e um aterrissador, mas ela simplesmente tocou a superfície do asteroide e deverá capturar amostras com um instrumento específico. De qualquer maneira foi a primeira sonda a ser projetada para tocar na superfície de um asteroide.
MUSES-C significa “Mu Space Engineering Spacecraft”; uma nave espacial lançada por um foguete Mu e “C” significa que foi a terceira sonda de sua série, e foi posteriormente denominada de Hayabusa.
O asteroide foi batizado com o nome do primeiro cientista de foguetes do Japão, Hiteo Itokawa.

## A Missão
A sonda Hayabusa foi lançada em 9 de Maio de 2003 as 04h29min25 UTC por meio de um foguete M-5 do Uchinoura Space Center, que continua a ser denominado de Kagoshima Space Center. Após o seu Lançamento o nome da sonda foi mudado de MUSES-C para Hayabusa, palavra que em japonês significa falcão. A sonda é equipada com dois motores iônicos de xenônio, cada um com seu próprio exaustor que funcionaram quase que continuamente por quase dois anos. Lentamente movendo a sonda em direção ao asteroide Itokawa, interceptando-o em setembro de 2005. A sonda não entrou em órbita do asteroide, mas sim manteve uma órbita heliocêntrica próximo ao mesmo.
Hayabusa inicialmente pesquisou o asteroide a uma distância de 20 km. Depois a sonda se moveu para mais próximo do asteroide, quando deverá efetuar uma série de pousos controlados e deverá coletar amostras do asteroide em dois pontos de sua superfície.
Um sistema autônomo de navegação óptica será empregado devido à demora nas comunicações, tornando-se proibitivo o seu gerenciamento a partir do centro de controle na Terra. Para coletar duas amostras do asteroide, a sonda deverá disparar contra a sua superfície dois pequenos projéteis e coletar os fragmentos que vieram a se despregar. Os fragmentos deverão pesar cada um cerca de um grama e deverão ser guardados em cápsulas separadas
Depois de alguns meses orbitando próximo ao asteroide, à sonda deverá ligar seus motores e seguirá rumo a Terra. A sonda deverá liberar uma cápsula contendo o material coletado quando ela estiver entre 300 000 a 400 000 km de distância da Terra. A cápsula deverá seguir uma trajetória balística e reentrar na atmosfera da Terra em julho de 2007. A cápsula deverá experimentar uma desaceleração de 25 G e um aquecimento pelo menos 30 vezes superior ao experimentado pelas naves do programa espacial Apollo. A cápsula deverá cair na localidade de Woomera, Austrália.

## Minerva
Hayabusa transportava uma mini sonda denominada de MINERVA que é o acrônimo de MIcro/Nano Experimental Robot Vehicle for Asteroid. Pesava apenas 591 gramas e tinha o tamanho de uma máquina de café. Foi feita para ser liberada quando da primeira aproximação da sonda para o pouso no asteroide. Tinha a habilidade de “saltar” sobre a superfície do asteroide e possuía total autonomia. Estava equipada com um sistema de captação de imagens composto por três microcâmeras e um equipamento de medição de temperatura. Todos os dados coletados seriam enviados para a Hayabusa e esta os enviaria para a Terra.
Lamentavelmente ocorreu um erro durante a fase de seu lançamento e a micro sonda acabou voando distante do asteroide. Era uma estrutura alimentada por painéis solares, no tamanho de uma caixa de sapatos e foi feita para levar vantagens sobre a baixa força da gravidade do asteroide, pois poderia saltar grandes distâncias ao longo da superfície do asteroide, tirando fotografias e as enviando para a Hayabusa, quando as duas sondas estivessem próximas uma da outra.
A sonda MINERVA foi liberada em 12 de Novembro de 2005. O aterrissador foi liberado a partir de um comando da Terra, mas antes que o comando pudesse chegar a sonda Hayabusa, o seu altímetro que media a distância da sonda para Itokawa indicava 44 metros e seus propulsores foram acionados automaticamente para manter a altitude. 
Quando o comando chegou, a sonda estava subindo. A análise dos dados no centro de controle sugere que a micro sonda não teve sucesso em tocar na superfície do asteroide, ao invés disso ele escapou da força de gravidade do asteroide e voou para o espaço.   
Caso tivesse tido sucesso, MINERVA deveria ser a primeira sonda a ser vista “caminhando” no espaço. Ao invés disso, ela se juntou ao grupo de sondas “caminhantes” que nunca entraram em ação, como as sondas da missão soviética Sonda Phobos que também falharam.
A agência especial norte-americana NASA tinha sido originalmente programada que seria ela planejar e construir a pequena micro sonda, mas o projeto denominado de MUSES-CN ou SSV Rover, foi cancelado em Novembro de 2000, por razões financeiras.

## SSV Rover
O veículo, Small Science Vehicle (SSV), seria uma contribuição da NASA para este projeto, mas foi cancelado devido a restrições financeiras.
O SSV deveria ser lançado sobre a superfície de Itokawa. O veículo deveria medir a textura, composição e morfologia do solo do asteroide em escala menor que 1 cm. O veículo deveria pesar cerca de 1 kg e deveria ser capaz de rolar, subir e ou pular sobre a superfície do asteroide. A sonda utilizaria a luz do Sol como fonte de energia e transportaria uma câmera imageadora multi-espectral, um espectrômetro de leitura de radiação próxima ao infravermelho, um espectrômetro de partículas alfas e de raio-X.

## Atual estágio da missão
- Dia 20 de novembro de 2005

A sonda teve sucesso em pousar no asteroide Itokawa na região denominada mar Muses. Permaneceu sobre sua superfície cerca de 30 minutos. Tal informação só foi confirmada após a leitura de diversos instrumentos, pois havia conflito nos dados inicialmente coletados.
Apesar de a sonda ter pousado no asteroide, alguns de seus sistemas se equivocaram e a sonda não aproveitou a ocasião para coletar amostras do solo.
De fato, sensores da sonda detectaram aquecimento em sua estrutura e por este motivo seu sistema automático de navegação a deixou cerca de 100 km de distância do asteroide.
Pretende-se realizar um novo pouso no asteroide e dentro de algum tempo, será chegada a hora de ele abandonar o asteroide e se dirigir de volta a Terra.
- Hayabusa Landed on and Took Off from Itokawa successfully

- Dia 28 de novembro de 2005

Finalmente a sonda Hayabusa conseguiu recolher duas amostras do solo do asteroide.
No dia 25 de novembro de 2005, as 10h00 da noite no Japão, a sonda iniciou a sua lenta descida de 1 km em direção ao asteroide Itokawa.
Às 6h52 da manhã, a sonda reconheceu a marca com 880 000 nomes que havia deixado anteriormente na sua superfície.
Às 6h53 da manhã a sonda estava a 35 m de altitude e descia a uma velocidade de 4,5 cm/seg.
Às 7h35 da manhã os sinais captados pela antena de espaço profundo de Goldstone confirmaram o novo pouso no asteroide.
As amostras foram recolhidas 1 segundo após o pouso da sonda e foram disparados dois tiros, com um intervalo de 0,2 segundos. Os disparos ocorreram as 7:07 horas da manhã.
Devido as perdas de comunicações previstas quando do pouso sinal e a demora na chegada dos dados e de sua confirmação, existe este hiato entre os acontecimentos e a confirmação na sala de controle.
- The Longest Day of “HAYABUSA”

- Dia 12 de dezembro de 2005

Devido a uma grande degradação em vários sistemas da sonda, está havendo dificuldades em se manter contacto com a sonda e de também acionar apropriadamente o motor iônico da sonda. A volta da sonda prevista para 2007 foi adiada para junho de 2010.
- Dia 13 de junho de 2010

Retorna à Terra no território australiano da Woomera após um período de sete anos no espaço marcado por vários problemas. 